# Beloniscellus lombokiensis
Beloniscellus lombokiensis is een hooiwagen uit de familie Beloniscidae. De wetenschappelijke naam van Beloniscellus lombokiensis gaat terug op Roewer.